# 畑時治

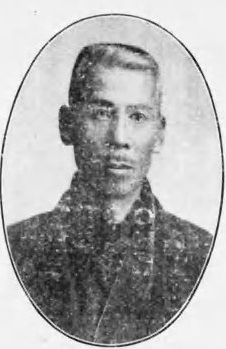
畑 時治

畑 時治（はた ときはる、1866年9月29日（慶応2年8月21日） - 没年不明）は、明治から大正時代の政治家。兵庫県多紀郡畑村長。

## 経歴・人物
丹波国多紀郡瀬利村（現・兵庫県丹波篠山市瀬利）に生まれる。1868年（明治元年）に瀬利村惣代となり、その後、村会議員、畑村助役、畑村農会長、畑村長を歴任する。
ついで、1919年（大正8年）畑村消防組頭を経て、同村衛生組合長、林野統一整理委員長など要職を務める。ほか、第1回国勢調査委員、在郷軍人会畑村支部顧問、畑村青年団顧問、醸造研究会畑村支部長、伝染病予防委員、太寧寺担徒惣代、神社惣代などを務めた。
国勢調査委員を務めた功により国勢調査記念章を、さらに1926年（大正15年）畑村における長年の功を賞され感謝状を受けた。

## 親族
- 兄：畑敬三郎（農業、畑村畑氏戸主）[1]